# Alexandra Kwiatkowska-Viatteau
Alexandra Kwiatkowska-Viatteau (ur. 1948 w Krakowie) – polska i francuska historyk oraz publicystka.

## Życiorys
Jest absolwentką Instytutu Nauk Politycznych w Paryżu. Doktorat uzyskała w Université Paris Sorbonne (1992). Specjalizuje się w historii współczesnej Polski i Związku Radzieckiego. W 2011 została odznaczona Krzyżem Oficerskim Orderu Zasługi Rzeczypospolitej Polskiej.

## Wybrane publikacje
- Katyń, L’armée polonaise assassinée, Bruxelles, Éditions Complexe, 1982[1], ISBN 2-87027-093-3
- Katyń, L’armée polonaise assassinée, Bruxelles, Éditions Complexe, 1992 ISBN 2-87027-310-X
- 1944 - Varsovie insurgée, Bruxelles, Éditions Complexe, 1984 ISBN 978-2-87027143-8
- Staline assassine la Pologne, 1939-1947, Seuil, 1999 ISBN 2-02023171-9
- (dir.), L'Insurrection de Varsovie, la bataille de l'été 1944, Université Paris Sorbonne-Paris IV#Les Presses de l'université Paris-Sorbonne (PUPS)|Presses universitaires de Paris-Sorbonne, 2003 ISBN 2-84050271-2
- La Société infantile, Hora decima|Hora Decima, 2007 ISBN 978-2-91584410-8 (www.hora-decima.fr)
- Katyń : La vérité sur un crime de guerre, Bruxelles, André Versaille éditeur, 2009 ISBN 978-2-87495052-0
- Pologne entre l'Est et l'Ouest, Hora Decima, 2009 ISBN 978-2-91584415-3 (www.hora-decima.fr)

## Publikacje w języku polskim
- Katyń, Wybór publicystyki 1943-1988 i 'Lista Katyńska, Londyn: Polonia 1988.
- Od komunizmu do globalizmu : propaganda - sztuka przekonywania czy oszukiwania, tł. Małgorzata Lisowska-Magdziarz, "Zeszyty Prasoznawcze" 1996, nr 3/4, s. 38-50.
- Korespondencje z Watykanu 1985-1987, "Zeszyty Prasoznawcze" 51 (2008), nr 1/2, s. 175-181.